# LaCoste
LaCoste è un centro abitato degli Stati Uniti d'America situato nella contea di Medina dello Stato del Texas.
La popolazione era di 1.119 persone al censimento del 2010. Fa parte dell'area metropolitana di San Antonio.

## Geografia fisica
LaCoste è situata a 29°18′41″N 98°48′46″W (29.311516, -98.812882).
Secondo lo United States Census Bureau, ha un'area totale di 0,6 miglia quadrate (1,6 km²).

## Società

### Evoluzione demografica
Secondo il censimento del 2000, c'erano 1.255 persone, 416 nuclei familiari e 338 famiglie residenti nella città. La densità di popolazione era di 1.954,0 persone per miglio quadrato (757,1/km²). C'erano 466 unità abitative a una densità media di 725,6 per miglio quadrato (281,1/km²). La composizione etnica della città era formata dal 79,60% di bianchi, l'1,43% di afroamericani, l'1,20% di nativi americani, lo 0,40% di asiatici, il 14,02% di altre razze, e il 3,35% di due o più etnie. Ispanici o latinos di qualunque razza erano il 51,63% della popolazione.
C'erano 416 nuclei familiari di cui il 40,9% aveva figli di età inferiore ai 18 anni, il 58,9% aveva coppie sposate conviventi, il 17,8% aveva un capofamiglia femmina senza marito, e il 18,8% erano non-famiglie. Il 16,6% di tutti i nuclei familiari erano individuali e il 6,7% aveva componenti con un'età di 65 anni o più che vivevano da soli. Il numero di componenti medio di un nucleo familiare era di 3,01 e quello di una famiglia era di 3,37.
La popolazione era composta dal 31,5% di persone sotto i 18 anni, l'8,8% di persone dai 18 ai 24 anni, il 30,0% di persone dai 25 ai 44 anni, il 18,2% di persone dai 45 ai 64 anni, e l'11,5% di persone di 65 anni o più. L'età media era di 32 anni. Per ogni 100 femmine c'erano 95,5 maschi. Per ogni 100 femmine dai 18 anni in giù, c'erano 93,7 maschi.
Il reddito medio di un nucleo familiare era di 36.786 dollari e quello di una famiglia era di 39.342 dollari. I maschi avevano un reddito medio di 25.750 dollari contro i 19.773 dollari delle femmine. Il reddito pro capite era di 13.199 dollari. Circa l'8,5% delle famiglie e il 13,5% della popolazione erano sotto la soglia di povertà, incluso il 20,9% di persone sotto i 18 anni e il 10,4% di persone di 65 anni o più.

## Istruzione
LaCoste è servita dal Medina Valley Independent School District.